# 36 Atalanta
Atalanta (asteroide 36) é um asteroide da cintura principal com um diâmetro de 105,61 quilómetros, a 1,91332015 UA. Possui uma excentricidade de 0,30349954 e um período orbital de 1 663 dias (4,56 anos).
Atalanta tem uma velocidade orbital média de 17,97047789 km/s e uma inclinação de 18,43122375º.
Este asteroide foi descoberto em 5 de outubro de 1855 por Hermann Goldschmidt. Seu nome vem do personagem mitológico grego Atalanta, que na Língua alemã possui o nome de "Atalante".